# Norrtälje
Norrtälje er en svensk by i Stockholms län i landskabet Uppland. Den er administrationscenter i Norrtälje kommun og havde 23.606(2023) indbyggere.
Norrtälje blev grundlagt i 1622 af Gustav II Adolf. I 1884 blev der oprettet jernbane til Uppsala i vest, via byen Rimbo, hvorfra der også var jernbaneforbindelse til Stockholm. De to jernbaneforbindelser blev nedlagt henholdsvis i 1960'erne og i 1981.